# Ольшанка (Полтавская область)
Ольшанка (укр. Вільшанка) — село,
Мгарский сельский совет,
Лубенский район,
Полтавская область,
Украина.
Код КОАТУУ — 5322884602. Население по переписи 2001 года составляло 507 человек.

## Географическое положение
Село Ольшанка находится в 1,5 км от правого берегу реки Сула,
выше по течению на расстоянии в 1 км расположено село Мгарь,
ниже по течению на расстоянии в 0,5 км расположен город Лубны.
Через село проходит автомобильная дорога М-03.

## Объекты социальной сферы
- Школа І—ІІ ст.